# Kínai emberek érzelmeinek megbántása
A „kínai emberek érzelmeinek megbántása” (伤害中国人民的感情) egy politikai kifejezés, amit a Kínai Népköztársaság Külügyminisztériuma használ olyan állami médiaszervezetekkel együtt, mint a Zsenmin Zsipao, a China Daily, a Xinhua hírügynökség és a Global Times. Célja az elégedetlenség vagy rosszallás kifejezése egy személy, szervezet vagy kormány Kína-ellenesnek tartott szavaival, cselekedeteivel vagy politikai nézeteivel szemben, módszere az argumentum ad populum alkalmazása. A kifejezés szerepelhet úgy is, hogy „1,3 milliárd ember érzelmének megbántása” (伤害13亿人民感情) vagy „a kínai nemzet érzelmének megbántása” (伤害中华民族的感情).

## Eredete
A kifejezés először 1959-ben jelent meg a Zsenmin Zsipaóban, ahol egy határvita miatt Indiát kritizálták. Az ezt követő évtizedekben a kifejezést rendszeresen használták a kínai kormány nemtetszésének kifejezésére annak különféle hivatalos kommunikációs csatornái útján. A „kínai emberek érzelmeinek megbántásával” vádoltak köre igen változatos, nemzeti kormányoktól és nemzetközi szervezetektől kezdve autógyártó cégeken át a hírességekig.

## Elemzés

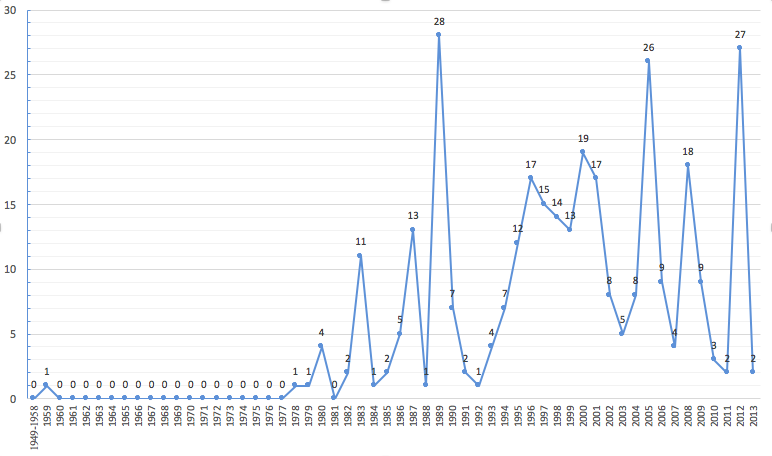
A „kínai emberek érzelmeinek megbántása” kifejezés gyakorisága a Zsenmin Zsipaóban évente.

David Bandurski a Hongkongi Egyetemen, a China Media Project részeként készített tanulmányához 143 szövegmintát választott ki a Zsenmin Zsipao 1959 és 2015 között megjelent cikkeiből, ahol megjelent a kifejezés. A minták alapján Japánt vádolták meg a leggyakrabban, összesen 51-szer azzal, hogy „megbántották a kínai emberek érzelmeit”, az Egyesült Államok 35 említéssel a második helyen állt. A kifejezést kiváltó konkrét kérdéseket illetően 28 a Tajvan politikai státuszához, 12 a tibeti szuverenitási vitához kapcsolódott.
Egy 2008. decemberi Time-cikk informális statisztikai felmérés alapján elemezte a kifejezés előfordulását a Zsenmin Zsipao kiadványaiban, és kimutatta, hogy 1946 és 2006 között több mint száz olyan cikk volt, amelyben megvádoltak valakit a „kínai emberek érzelmeinek megbántásával”. A Global Times 2015 júniusában közzétett elemzésében arra a következtetésre jutott, hogy a Zsenmin Zsipao 1947. május 15. és 2015. május 1. között 237 cikkben 29 különböző országot vádolt meg azzal, hogy érzelmeket bántottak meg. Ezek közül 9 Indiát, 16 Franciaországot, 62 az Egyesült Államokat és 96 Japánt célozta meg.
Vang Hung-lun (汪宏倫), a Tajvani Központi Kutatási Akadémia Szociológiai Intézetének munkatársa úgy találta, hogy a Zsenmin Zsipaóban 1949 és 2013 között a „kínai emberek érzelmeinek megbántása” 319 alkalommal fordult elő az újság adatbázisa alapján.

## Példák

### Egyesült Államok
A kínai külügyminisztérium szóvivői és külügyminiszterek Bill Clinton, George W. Bush és Barack Obama elnököket mind azzal vádolták, hogy "megbántották a kínai emberek érzelmeit" a Tendzin Gyacoval folytatott találkozóik alapján.

### Vatikán
2000. október 1-jén II. János Pál pápa szentté avatott 120 misszionáriust és hívet, akik Kínában haltak meg a Csing-dinasztia és Köztársaság korában. Válaszul a Zsenmin Zsipao kifejezte, hogy ez "nagymértékben megbántotta a kínai nemzet érzelmeit és súlyosan provokálja Kína 1,2 milliárd lakosát". A Kínai Külügyminisztérium közleményt adott ki, amelyben kijelentette, hogy a Vatikán "súlyosan megbántotta a kínai emberek érzelmeit és a kínai nemzet méltóságát".

### Európa
2000-ben a Svéd Akadémia Irodalmi Nobel-díjat jutalmazott Kao Hszing-csien-nek. A Zsenmin Zsipao erre azt írta, hogy ezek a "visszafelé irányuló cselekedetek nagyon megbántották a kínai nemzet érzelmeit és súlyosan provokálja Kína 1,2 milliárd lakosát".
2008. október 23-án az Európai Parlament Hu Csia társadalmi aktivistának jutalmazta a 2008-as Szaharov-díjat. A bejelentést megelőzően Kína nagy nyomást gyakorolt az Európai Parlamentre azért, hogy megakadályozza azt, hogy Hu Csia megkapja a díjat. Szung Csö az Európai Unió kínai nagykövete pedig figyelmeztető levelet írt az Európai Parlament elnökének, amelyben kijelentette, hogy ha Hu Csia megkapja a díjat, az súlyosan károsítani fogja a Kína-Európai viszonyokat és "megbántaná a kínai emberek érzelmeit".

### Mexikó
2011. szeptember 9-én Felipe Calderón mexikói elnök találkozott a 14. dalai lámával. Szeptember 10-én Ma Csao-hszü a Kínai Külügyminisztérium szóvivője hivatalos nyilatkozatot tett, amelyben kifejezte Kína elégedetlenségét és határozottan ellenezte a találkozót és ez "megbántotta a kínai emberek érzelmeit".

### Japán
2012. szeptember 15-én miután a Japán kormány államosította a Szenkaku-szigetek három magántulajdonban lévő szigetét, a Xinhua Hírügynökség kijelentette, hogy ez a lépés "1,3 milliárd kínai ember érzelmét bántja".

### Hong Kong
2019. augusztus 3-án, a 2019-es hongkongi tüntetések során egy ismeretlen tüntető Cím Szá Cöü-nál leeresztette a kínai nemzeti zászlót és a tengerbe dobta. A Hongkongi és Makaói Államügyek Hivatala egy közleményt adott ki amelyben elítélte "a Kínai Népköztársaság nemzeti zászlótörvényét súlyosan megsértő szélsőséges radikálisokat [...] az ország és a nemzet méltóságát kirívóan sértő módon ezzel, akaratlanul eltaposva az egy ország – két rendszer elvét és nagyon megbántotta az összes kínai ember érzelmét".

## Lábjegyzetek
1. ↑  Az említett pontos szám 1,2 milliárd[10][11] és 1,4 milliárd[2] ember között váltakozik.